# Сеитовка
Сеитовка (ног. Сеитлер, Säyetlär) — село в Красноярском районе Астраханской области, административный центр Сеитовского сельсовета.

## География
Село расположено в пределах Волго-Ахтубинской поймы, являющейся частью Прикаспийской низменности, на правом берегу реки Ахтуба, на высоте 26 метров ниже уровнем моря. Почвы пойменные луговые.
Село находится в границах санитарно-защитной зоны Астраханского газового комплекса. В связи с негативным воздействием на окружающую среду деятельности комплекса постановлением Совета Министров РСФСР от 17.08.1990 № 309 Сеитовка включена в перечень населённых пунктов, расположенных в 8-километровой санитарно-защитной зоне Астраханского газового комплекса, на территории которых установлен коэффициент за работу в пустынной и безводной местности в размере 1,35 к заработной плате рабочих и служащих.
По автомобильной дороге расстояние до областного центра города Астрахани составляет 48 км, до районного центра села Красный Яр — 35 км. Через село проходит региональная автодорога автодорога Астрахань — Волжский — Энгельс — Самара

### Климат
Климат резко-континентальный, крайне засушливый (согласно классификации климатов Кёппена-Гейгера — BSk). Среднегодовая температура воздуха положительная и составляет + 9,7 °C, средняя температура самого холодного месяца января — 6,1 °C, самого жаркого месяца июля + 25,0 °C. Расчётная многолетняя норма осадков — 214 мм. Наименьшее количество осадков выпадает в феврале (11мм), наибольшее в июне (24 мм)

### Часовой пояс
Сеитовка, как и вся Астраханская область, находится в часовой зоне МСК+1. Смещение применяемого времени относительно UTC составляет +4:00.

## История
Основано в 1788 году на левом берегу реки Ахтуба у истока реки Берекет. В 1874 году перенесено на настоящее место. Первоначально село имело значение зимовья, так как в весеннее-летний период ногайцы продолжали вести кочёвку по левобережью Ахтубы. В селе проживала этническая группа ногайцев — карагаши, или иначе, кундровские татары.
Согласно списку населённых мест Астраханской губернии в 1859 году в казённом селе Сеитовка насчитывалось 70 дворов, имелось 6 мечетей, всего проживало 2829 душ мужского и 2395 женского пола.
В 1918 году образована Сеитовская волость, в которую входили села Хожетай, Джанай, Малый Арал, Ясын-Сокан. C 1925 года преобразована в Сеитовский сельский совет депутатов трудящихся Красноярского района Астраханской губернии.
В период коллективизации организован колхоз имени Калинина. В 1965 году объединился с колхозами имени Сталина и имени Ленина села Куянлы, был образован колхоз «Ленинский путь» с центральной усадьбой в селе Сеитовка. Первоначально колхоз являлся рыболовецким, в 1966 году специализация изменена на растениеводство и выращивание крупного рогатого скота. В 1992 году колхоз «Ленинский путь» был реорганизован в СПК «Ленинский путь»

## Население
| 1859 | 1904  | 1908 | 1914 | 2002  | 2010 |
| ---- | ----- | ---- | ---- | ----- | ---- |
| 5224 | ↘4019 | ↘885 | ↘748 | ↗1537 | ↘477 |